# Лістровий Сергій Володимирович
Сергі́й Володи́мирович Лістровий (10 квітня 1950 — 13 травня 2018[джерело?]) — український науковець, знавець в царині телекомунікаційних систем та мереж, доктор технічних наук (2006), професор (2007).

## З життєпису
1971 року закінчив Харківське вище командно-інженерне училище, де надалі й працював. В 2005—2006 роках — професор кафедри автоматизації систем управління.
Від 2006 року — професор кафедри спеціалізованих комп'ютерних систем Української академії залізничного транспорту.
Наукові дослідження стосуються
- нових інформаційних технологій,
- теорії побудови обчислювальних систем й мереж,
- графів і теорії операцій, їх застосування до аналізу і синтезу обчислювальних систем і мереж
- задач дискретної оптимізації.

Є автором понад 100 наукових праць, видано 3 підручники з грифом міністерства освіти України.

### Серед робіт
- «Паралельний алгоритм для задачі про найкоротші маршрути на графі», 1990
- «Паралельний алгоритм визначення шляхів із максимальною пропускною здатністю», 1998
- «Solution method on the basis of rank approach for integer linear problems with boolean variables», 1999, у співавторстві
- «Метод розв'язання задач про мінімальне вершинне покриття в довільному графі та задачі про найменше покриття, 2012, у співавторстві»
- «On the theory of np-complete problems», 2013.

Серед запатентованих винаходів: «Пристрій для розв'язування задачі планування паралельного розподілу задач у grid-системах», співавтори Кучук Георгій Анатолійович, Лазебнік Сергій Володимирович, Лапта Станіслав Сергійович, Мегельбей Вячеслав Вікторович, Мінухін Сергій Володимирович, Толстолузька Олена Геннадіївна, Третяк В'ячеслав Федорович, Тютюнник Владислав Олександрович, Челпанов Артем Володимирович, 2014.